# يو مياكي
يو مياكي (باليابانية: 三宅優؛ بالكانا: みやけ ゆう) هو مهندس ومهندس الصوت وملحن ياباني، ولد في 19 نوفمبر 1973 في ماتسوياما في اليابان.

## وصلات خارجية
- الموقع الرسمي
- يو مياكي على موقع IMDb (الإنجليزية)
- يو مياكي على موقع ميوزك برينز (الإنجليزية)
- يو مياكي على موقع ديسكوغز (الإنجليزية)
- يو مياكي على موقع ديسكوغز (الإنجليزية)
- يو مياكي على موقع ديسكوغز (الإنجليزية)